# Lupin Sansei - Secret File
Rupan Sansei - Secret File (ルパン三世 シークレットファイル?, Rupan Sansei - Shiikuretto Fairu) è un OAV giapponese di Lupin III, il famoso ladro creato da Monkey Punch. È una raccolta di materiale raro su Lupin III.
La prima pubblicazione avviene nel 1989, distribuito in VHS. Nel 1996 è stato ristampato in Laserdisc, aggiungendo il trailer del film dal vivo La strategia psicocinetica e l'OAV Rupan Sansei - Secret File 2 - Sound Collection. Il 10 marzo 2003 è stato incluso come disco bonus nella raccolta di DVD Gekijōban Rupan Sansei DVD Limited Box (劇場版 ルパン三世 DVD Limited Box? "Lupin III - Versione cinematografica - Box limitato di DVD"), insieme al successivo Secret File 2.

## Contenuto
- Sigla (inseguimento in Fiat 500 all'inizio del film Il castello di Cagliostro) - 1 min;
- Lupin III: Pilot Film versione TV (Giappone 1969) - 13 min;
- Lupin III: Pilot Film versione cinemascope (Giappone 1978) - 13 min;
- Trailer del film Lupin III - 2 min;
- Trailer del film Il castello di Cagliostro - 2 min;
- Trailer del film La leggenda dell'oro di Babilonia - 2 min;
- Trailer dell'OAV La cospirazione dei Fuma - 2 min.